# Microasteropteron youngi
Microasteropteron youngi är en kräftdjursart som beskrevs av Louis S. Kornicker 1976. Microasteropteron youngi ingår i släktet Microasteropteron och familjen Cylindroleberididae. Inga underarter finns listade i Catalogue of Life.